# 愛新覚羅端華
愛新覚羅 端華（あいしんかくら たんか、アイシンギョロ・ドゥワンフワ、満洲語: ᠠᡞᠰᡞᠨ ᡤᡞᠣᠷᠤ
ᡩᡠᠸᠠᠨᡥᡡᠸᠠ　転写：aisin-gioro duwanhūwa、1807年 - 1861年）は、清の皇族。鑲藍旗人。粛順の兄。

## 生涯
清開国の功臣ジルガラン (シュルハチ六男) の七世孫。1825年、三等輔国将軍に封ぜられる。1846年に鄭親王の爵位を継ぎ、総理行営事務大臣と御前大臣に任ぜられた。道光帝の死の際に顧命を受け、咸豊帝が即位すると領侍衛内大臣となった。1861年、咸豊帝が熱河の行宮で重病に陥ると、端華・粛順・怡親王載垣ら8人らが賛襄政務王大臣となり、政務を統轄した。しかし西太后・恭親王奕訢らによる辛酉政変の結果、自殺を命じられた。